# Provincia di Soc Trang
Soc Trang (vietnamita: Sóc Trăng) è una provincia del Vietnam, della regione del Delta del Mekong. Occupa una superficie di 3.311,8 km² e ha una popolazione di 1.301.700 abitanti. 
La capitale provinciale è Sóc Trăng. 

## Distretti
Di questa provincia fanno parte la città di Sóc Trăng e i distretti di:
- Kế Sách
- Long Phú
- Cù Lao Dung
- Mỹ Tú
- Mỹ Xuyên
- Thạnh Trị
- Vĩnh Châu
- Ngã Năm
- Châu Thành